# Cokedale
Cokedale és una població dels Estats Units a l'estat de Colorado. Segons el cens del 2000 tenia 139 habitants.

## Demografia
Segons el cens del 2000, Cokedale tenia 139 habitants, 62 habitatges, i 40 famílies. La densitat de població era de 268,3 habitants per km².
Dels 62 habitatges en un 24,2% hi vivien nens de menys de 18 anys, en un 54,8% hi vivien parelles casades, en un 4,8% dones solteres, i en un 33,9% no eren unitats familiars. En el 30,6% dels habitatges hi vivien persones soles el 21% de les quals corresponia a persones de 65 anys o més que vivien soles. El nombre mitjà de persones vivint en cada habitatge era de 2,24 i el nombre mitjà de persones que vivien en cada família era de 2,83.
Per edats la població es repartia de la següent manera: un 23% tenia menys de 18 anys, un 4,3% entre 18 i 24, un 20,1% entre 25 i 44, un 30,2% de 45 a 60 i un 22,3% 65 anys o més.
L'edat mediana era de 46 anys. Per cada 100 dones de 18 o més anys hi havia 98,1 homes.
La renda mediana per habitatge era de 23.958 $ i la renda mediana per família de 40.179 $. Els homes tenien una renda mediana de 20.000 $ mentre que les dones 26.250 $. La renda per capita de la població era de 15.503 $. Entorn del 7,3% de les famílies i el 6,9% de la població estaven per davall del llindar de pobresa.

## Poblacions més properes
El següent diagrama mostra les poblacions més properes.